# Juan María Traverso
Juan María „El Flaco” Traverso (ur. 28 grudnia 1950 roku w  Ramallo, zm. 11 maja 2024 tamże) – argentyński kierowca wyścigowy i rajdowy.

## Kariera
Traverso rozpoczął karierę w międzynarodowych wyścigach samochodowych w 1971 roku od startów w Turismo Carretera Argentina, gdzie jednak nie zdobywał punktów. W kolejnych latach startów w tej serii zdobył pięć tytułów mistrzowskich. W późniejszych latach Argentyńczyk pojawiał się także w stawce Europejskiej Formuły 2, TC2000 Argentina, Południowoamerykańskiej Formuły 2, Turismo Nacional (TN) Argentina, Top Race Argentina oraz Italian Gran Turismo.
W Europejskiej Formule 2 Argentyńczyk wystartował w dwunastu wyścigach sezonu 1979 w samochodzie March 792. Z dorobkiem trzech punktów uplasował się na osiemnastej pozycji w klasyfikacji generalnej.